# Glossaulax
Genre
Glossaulax est un genre de mollusques gastéropodes de la famille des Naticidae.

## Liste d'espèces
Selon World Register of Marine Species (29 octobre 2017) :
- Glossaulax draconis (Dall, 1903)
- Glossaulax epheba (Hedley, 1915)
- Glossaulax petiveriana (Récluz, 1843)
- Glossaulax reiniana (Dunker, 1877)
- Glossaulax vesicalis (Philippi, 1849)